# جورج دايسون
جورج دايسون (بالإنجليزية: George Dyson)‏ هو مؤرخ أمريكي، ولد في 1953 في إثاكا في الولايات المتحدة.

## وصلات خارجية
- جورج دايسون على موقع ميوزك برينز (الإنجليزية)
- جورج دايسون على موقع إن إن دي بي (الإنجليزية)